# Dolmayrac
Dolmayrac (okzitanisch Dolmairac) ist eine französische Gemeinde mit 714 Einwohnern (Stand 1. Januar 2022) im Département Lot-et-Garonne in der Region Nouvelle-Aquitaine (vor 2016 Aquitaine). Sie gehört zum Arrondissement Villeneuve-sur-Lot und zum Kanton Le Livradais. Die Einwohner werden Dolmayracais genannt.

## Geographie
Die Gemeinde Dolmayrac liegt im Agenais und in der östlichen Guyenne, etwa 18 Kilometer nordnordwestlich von Agen und elf Kilometer südwestlich von Villeneuve-sur-Lot. Hier entspringt das Flüsschen Bausse, das zum Lot entwässert. Dolmayrac wird umgeben von den Nachbargemeinden Sainte-Livrade-sur-Lot im Norden, Allez-et-Cazeneuve im Nordosten und Osten, Sainte-Colombe-de-Villeneuve im Osten und Südosten, Sembas im Südosten, Cours im Süden, Montpezat im Südwesten und Westen sowie Le Temple-sur-Lot im Westen und Nordwesten.

## Bevölkerungsentwicklung
| Jahr                       | 1962 | 1968 | 1975 | 1982 | 1990 | 1999 | 2006 | 2014 | 2022 |
| -------------------------- | ---- | ---- | ---- | ---- | ---- | ---- | ---- | ---- | ---- |
| Einwohner                  | 471  | 487  | 530  | 567  | 550  | 525  | 540  | 712  | 714  |
| Quellen: Cassini und INSEE |      |      |      |      |      |      |      |      |      |

## Sehenswürdigkeiten
- Kirche Saint-Orens in Dolmayrac, Monument historique seit 1927
- Kirchruine Saint-Cyprien im Ortsteil Saint-Cyprien, Monument historique seit 1958
- Kirche Saint-Cloud-Saint-Martin im Ortsteil Lamaurelle
- Kirche Saint-Michel im Ortsteil Saint-Michel
- Burg Dolmayrac, Monument historique seit 1927, Donjon

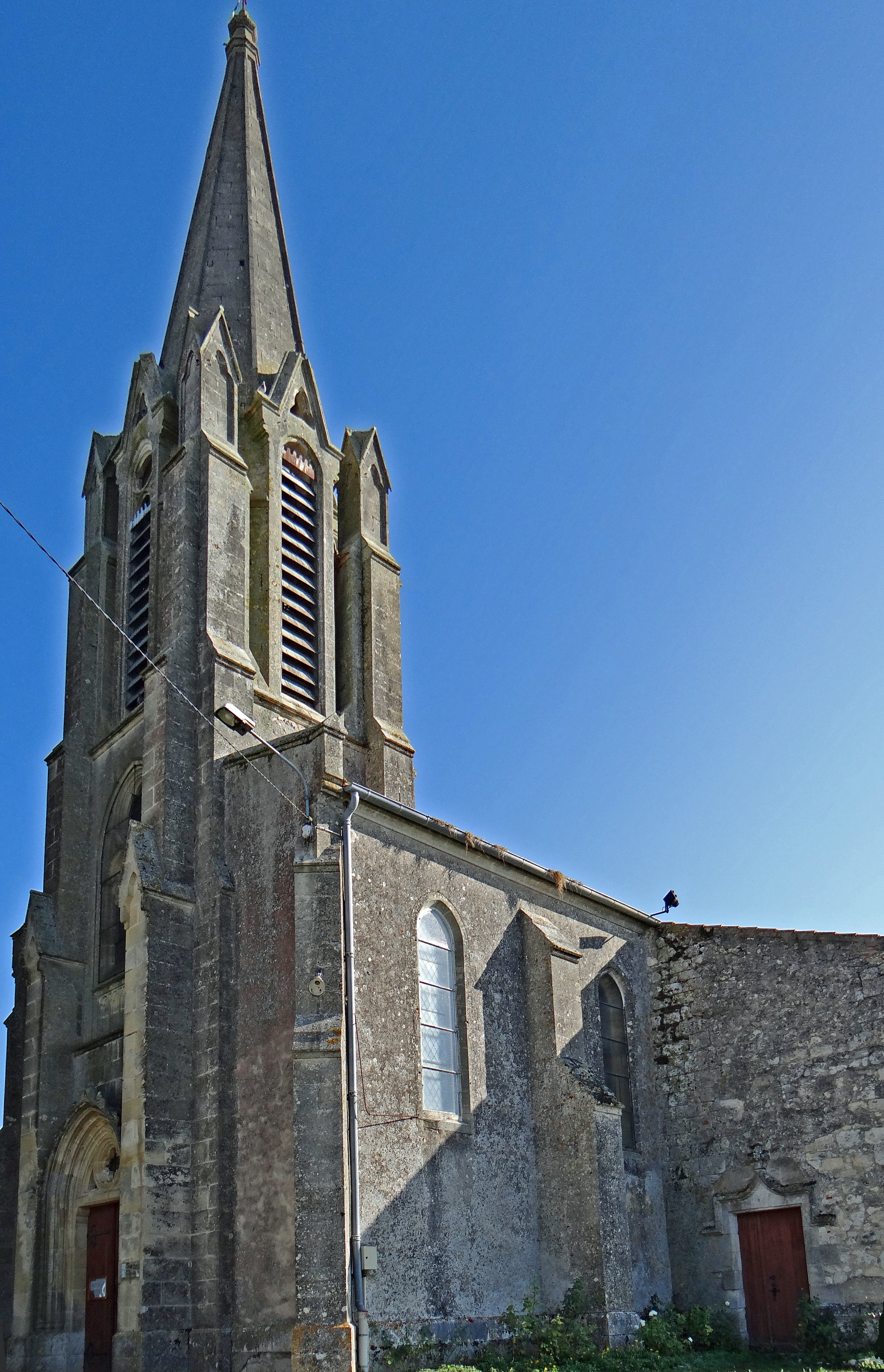
Kirche Saint-Orens
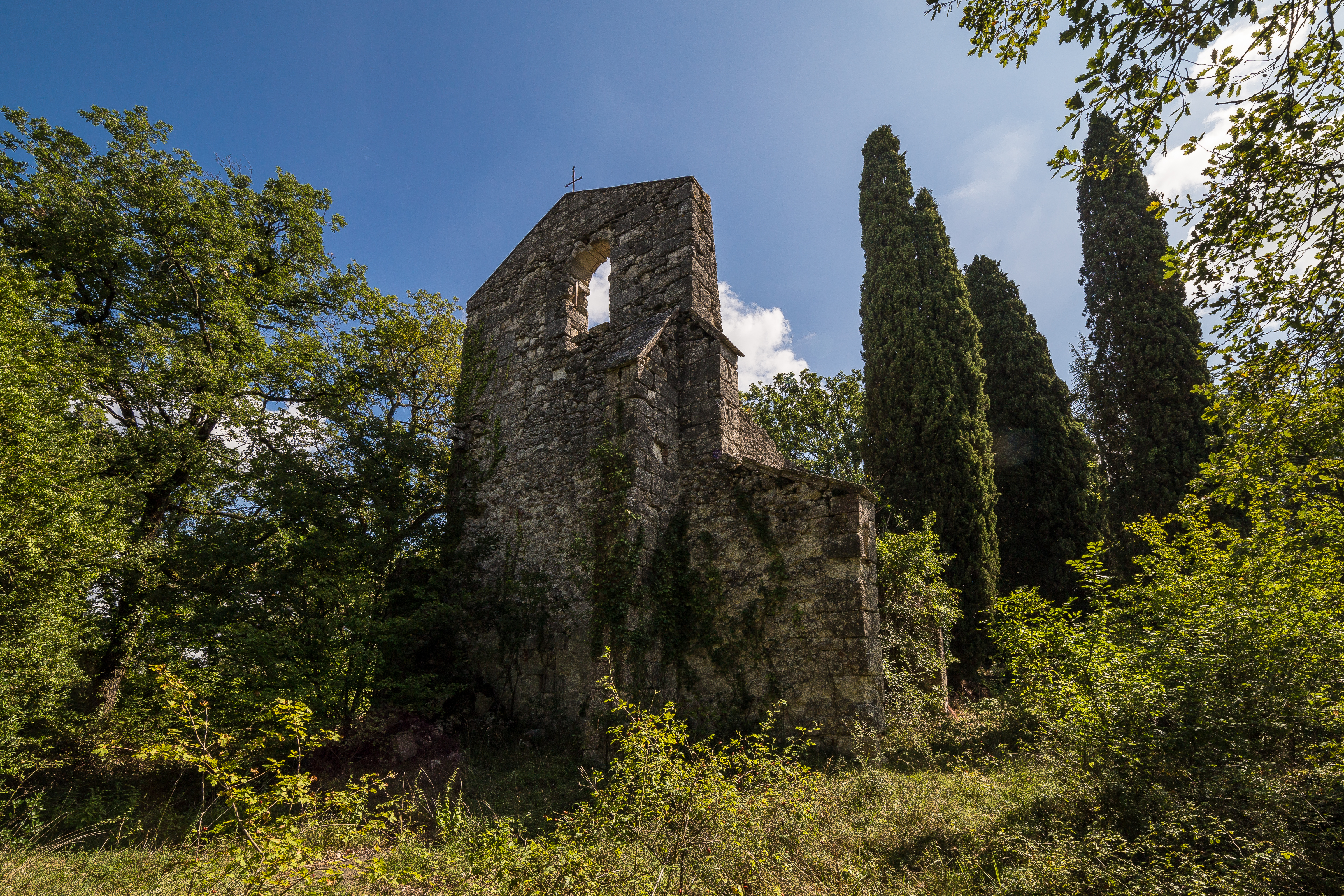
Kirchruine Saint-Cyprien
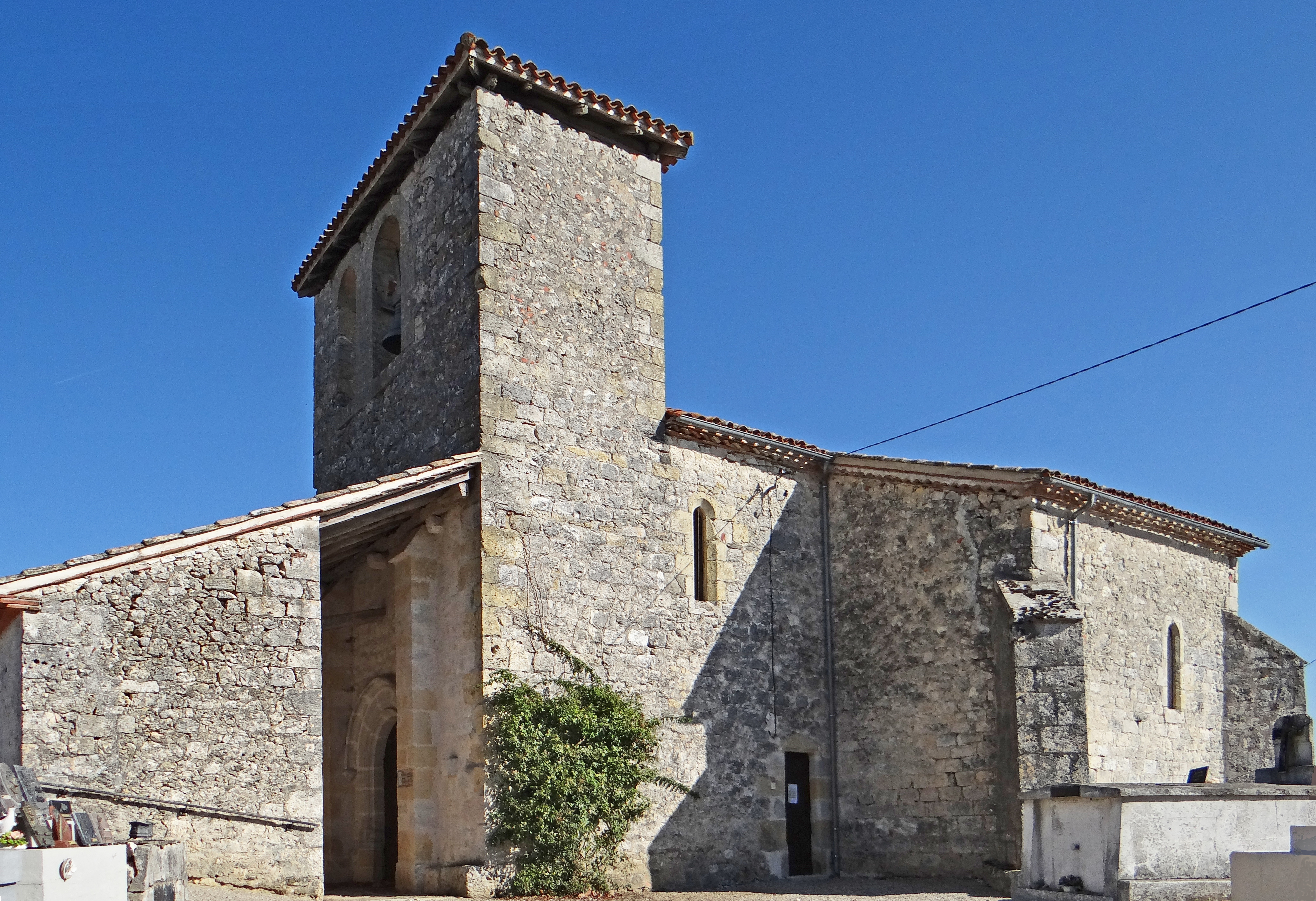
Kirche Saint-Cloud-Saint-Martin
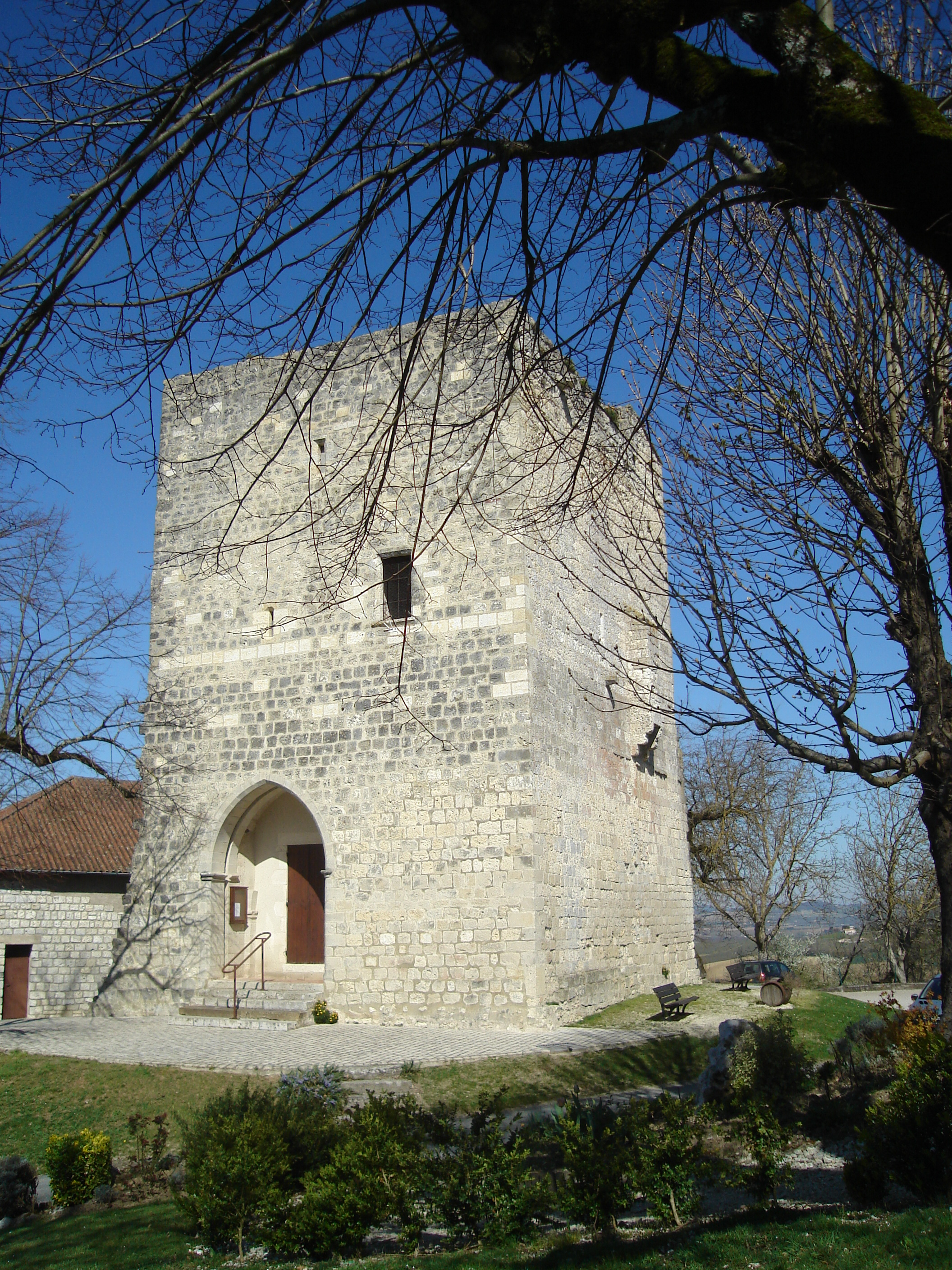
Donjon der Burg
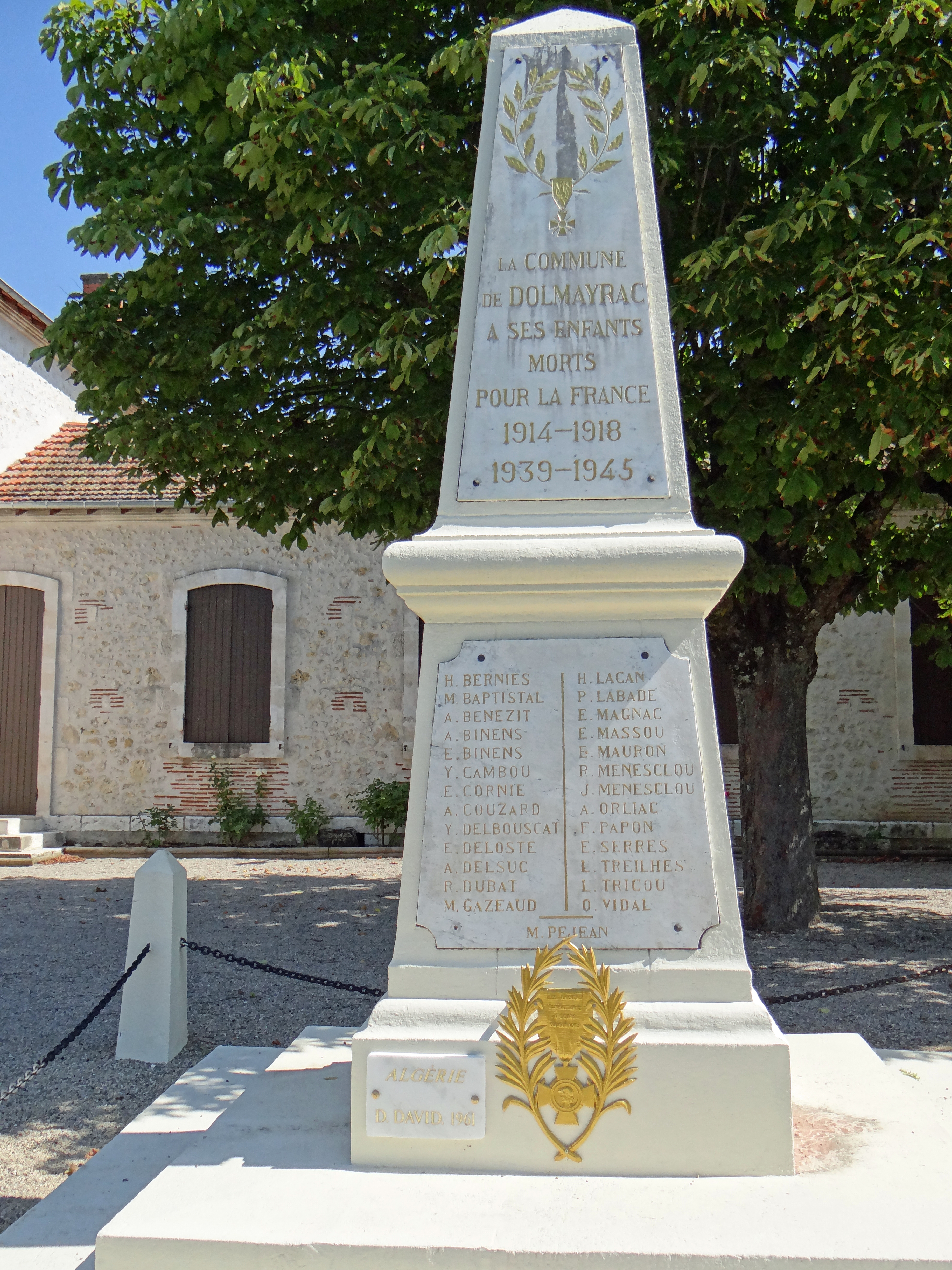
Gefallenendenkmal